# كنيسة في فالمالينكو
كييزا إن فالمالينكو هي بلدية تقع في مقاطعة سوندريو ضمن إقليم لومباردي الإيطالي، وتبعد حوالي 100 كيلومتر (62 ميل) شمال شرق ميلانو، وحوالي 11 كيلومتر (7 ميل) شمال سوندريو، على الحدود مع سويسرا. يُعني اسم "Chiesa in Valmalenco" "الكنيسة في فالمالينكو"، وهي القرية الأهم في وادي فالمالينكو، الذي يُعتبر واديًا جانبيًا لوادي فالتيلينا.
أما اسم "فالمالينكو" فيُعتقد أن له أصولًا غير مؤكدة؛ حيث تُشير الثقافة المحلية إلى أن أصله يعود إلى الحضارات السلتية وما قبل الرومانية، التي تحمل معانٍ متشابهة: السلتية "مال إن جا" تعني "رأس مضغوط بالماء"، بينما "مول-أنكو" ما قبل الرومانية تُترجم إلى "نهر الجبل".
تشتهر المنطقة القريبة من كييزا إن فالمالينكو بالتزلج على جبال الألب والجيولوجيا الفريدة للجبال المحيطة. واعتبارًا من 31 ديسمبر 2004، بلغ عدد سكانها 2714 نسمة، ومساحتها 114.8 كيلومتر مربع (44.3 ميل²).
تحد كييزا إن فالمالينكو البلديات التالية: بوليو إن مونتي، كاسبوجيو، لانزادا، سيلس إم إنجادين/سيجل (سويسرا)، ستامبا (سويسرا)، توري دي سانتا ماريا، وفال ماسينو.

## الصور
تقوم مواقع الويب التالية بجمع صور مجانية لمدينة كييزا في فالمالينكو والبلديات الأخرى في منطقة فالتيلينا ومقاطعة سوندريو:
مدينة كييزا في فالمالينكو:
- http://www.paesidivaltellina.it/galleria_chiesa/index.htm

جبال وادي فالمالينكو المحيطة بكيزا في فالمالينكو:
- https://web.archive.org/web/20150623135426/http://www.paesidivaltellina.it/index2.htm#valmalenco

## روابط خارجية
- الموقع الرسمي